# 210 a.C.

## Eventos
- Marco Cláudio Marcelo, pela quarta vez, e Marco Valério Levino, pela segunda vez, cônsules romanos[1].
- Lúcio Vetúrio Filão (morreu enquanto ocupava o cargo) e Públio Licínio Crasso Dives (renunciou), censores[1].
- Quinto Fúlvio Flaco, ditador, com Públio Licínio Crasso Dives de mestre da cavalaria (magister equitum), após sua renúncia ao cargo de censor[1].
- Nono ano da Segunda Guerra Púnica:
  - Segunda Batalha de Herdônia - Aníbal destrói o exército romano do procônsul Fúlvio Centúmalo, que morre em batalha.
  - Batalha de Numistro - Aníbal derrota Marco Cláudio Marcelo novamente.
  - Quinto ano da Primeira Guerra Macedônica.
    - Públio Sulpício Galba Máximo assume o comando das operações no lugar de Marco Valério Levino.